# Melbagraben
Der Melbagraben ist ein Bach in der Gemeinde Prägraten am Großvenediger (Bezirk Lienz). Er entspringt an der Nordostseite der Lasörlinggruppe und mündet im Bereich von Pebel- und Islitzalm unterhalb der Umbalfälle von rechts in die Isel.
Der Melbagraben entspringt mit zwei Quellbächen an der Südostflanke der Toinigspitze und fließt in nördlicher Richtung talwärts, wo er von rechts in die Isel mündet. Der Melbagraben liegt zwischen dem Einzugsgebiet des Kleinbachs im Westen und dem des Thunbachs im Osten.